# Antero
Antero (en latín, Anterus), canonizado como san Antero (Petilia Policastro, Magna Grecia, c. finales del siglo II-Roma, 3 de enero de 236) fue el 19.º papa de la Iglesia católica, ejerciendo entre los años 235 y 236.

## Biografía
Se tienen pocos datos de su vida. Probablemente era de origen griego, nacido en Petilia Policastro, en la Magna Grecia, cerca de la actual Strongoli (Calabria). El Liber Pontificalis informa que fue martirizado bajo el emperador Maximino el Tracio por haber hecho recoger las Actas de los mártires por algunos notarios y haberlas hecho depositar en los archivos de la Iglesia de Roma.
Fue enterrado en las Catacumbas de San Calixto, en Roma. Venerado como mártir, Antero fue canonizado en una fecha desconocida tras su muerte, y se le conmemora en la Iglesia Católica, la Iglesia ortodoxa, las Iglesias de rito oriental y la Iglesia anglicana. Su festividad es el 3 de enero.